# Нью-Йорк Сити балет
Нью-Йорк Сити балет (англ. New York City Ballet) — балетная труппа, организованная в 1948 году Джорджем Баланчиным и Линкольном Кирстейном в Нью-Йорке.

## История
История труппы берёт своё начало от Школы американского балета, основанной в 1934 году, вскоре после того как в октябре 1933 года Баланчин по приглашению Кирстейна приехал в США. В Школе Баланчин был художественным руководителем. В обучении он делал акцент на точность и скорость движений, а также на глубокое понимание музыки. Постепенно он разработал собственный уникальный стиль, который отличается высокой скоростью, глубокими плие и высокими требованиями к физической подготовке танцоров. Свою первую труппу Баланчин и Кирстейн организовали уже в 1935 году, однако из-за проблем с финансированием и администрацией в 1941 году она распалась. На протяжении последующих нескольких лет они неоднократно создавали новые труппы, которые так же быстро распадались. Наконец, в 1946 году они организовали труппу «Балетное сообщество» (англ. Ballet Society). На протяжении двух лет она выступала на сцене Центра музыки и драмы Нью-Йорка, после чего вошла в его состав уже как Нью-Йорк Сити балет. В 1949 году ассистентом Баланчина стал Джером Роббинс. С 1951 по 1958 год главным танцором был Андре Эглевский. В 1964 году труппа переехала в спроектированный Филипом Джонсоном специально для неё Театр штата Нью-Йорк в Линкольн-центре (c 2008 года — Театр Дэвида Коха). После смерти Баланчина в 1983 году главным балетмейстером стал Питер Мартинс. С начала 1990-х годов Нью-Йорк Сити балет проводит программу поощрения молодых хореографов, представляя их постановки раз в несколько лет. Ныне балетная труппа является одной из самых популярных в мире. В ней задействовано около 100 танцоров.

## Репертуар
Среди ранних балетов, поставленных Баланчиным для труппы: «Клетка», «Концерт» и «Послеполуденный отдых фавна» Вацлава Нижинского, среди поздних: «Танцы на вечеринке», «Вариации Гольдберга» и «Осколки стекла». Большое влияние на Баланчина оказала музыка Игоря Стравинского. В 1972 году, спустя год после смерти композитора, он провёл восьмидневный фестиваль, в рамках подготовки к которому поставил несколько новых балетов, среди которых «Симфония в трёх движениях», «Дуо концертант» (англ. Duo Concertant) и «Концерт для скрипки». Питер Мартинс поставил такие балеты, как «Экстатический оранжевый» и «Пугающие симметрии».